# Jan Kaspersen
Jan Kaspersen (født 22. april 1948 i København) er en dansk jazzpianist, komponist, arrangør og orkesterleder.

## Uddannelse
Kaspersen studerede klaverspil i sine yngre dage hos bl.a. Duke Jordan, Kjell Olson og Herman D. Koppel, samt jazzteori hos George Russell. 

## Karriere
Han har været aktiv på scenen siden 1969 og har optrådt i Danmark, Grønland, Færøerne, Sverige, Norge, Finland, Tyskland, Frankrig, Italien, Spanien, USA og Rusland. Jan Kaspersen modtog DJBFAs komponistpris i 87, JASA-prisen i 88 og Statens Kunstfonds 3-årige arbejdslegat i 93 og livsvarige ydelse fra 98.
Kaspersen har komponeret værker til sine egne ensembler siden begyndelsen af 70'erne. Det er blevet til omkring 400 værker arrangeret til store og små grupper. Han har desuden skrevet musik til New Music Orchestra, New Jungle Orchestra, Danmarks Radios Big Band, Radiojazzgruppen, Klüvers Big Band, Det Kongelige Kapel, Ny Dansk Saxofon Kvartet, Toneart Ensemblet, Strange Party Orchestra, Saxmachine, T.S. Høeg, Orbit Big Band, Københavns Politiorkester samt musik til over 30 film og teaterforestillinger.
Kaspersen har siden 1979 ledet egne grupper; ofte under navnet "Space And Rhythm Jazz": Fra trio, kvartet, kvintet og septet til "Special Occasion Band" (12 musikere). Desuden har der været indspilninger med "Sølvstjernerne" med Dan Turell.
Fra midten af 1980'erne arbejdede Kaspersen med en række duo-samarbejder, bl.a. med Bob Rockwell, Simon Spang-Hanssen, Pierre Dørge, Elith "Nulle" Nykjær, Horace Parlan og Peter Laugesen.
I løbet af 80'erne slog Kaspersen sit navn fast som en af jazzens skarpe og originale profiler – både som pianist, komponist og ikke mindst som orkesterleder. Han har gang på gang vist, at han er i stand til at få sine medspillere til at yde deres bedste.
Repertoiret er først og fremmest skrevet og arrangeret af Kaspersen. Det er musik, der har rødder i jazz- og bluestraditioner skabt af Duke Ellington, Thelonius Monk, Charles Mingus og Horace Silver. Arrangementer af Monk og Ellington/Strayhorns musik bidrager også til repertoiret.
Han indspillede som den første danske jazzmusiker et album med Thelonious Monk-kompositioner (Memories of Monk, 1986). Han har tillige arbejdet med og indspillet musik af Erik Satie.
Kaspersen dannede i 2004 en sextet med blandt andre Christina von Bülow, Jakob Dinesen & Peter Dahlgren, der spiller Kaspersen-arrangementer af Abdullah Ibrahims musik. Han har derudover lavet talrige indspilninger med egne grupper og som solopianist, samt duo indspilninger med Bob Rockwell, Simon Spang-Hanssen, Pierre Dørge, Horace Parlan. Der bliver også lavet et samarbejde med Suzanne Brøgger og Ulla Henningsen i et sangprojekt, der præsenterer en håndfuld sange af Brøgger/Kaspersen (2003-05).
Kaspersens musik er blevet spillet/indspillet af Lee Konitz/Jens Søndergaard Kvintet, Bob Rockwell Trio og Kvartet, Toralf Mølgårds Kvintet, The Four, Strange Party Orchestra, Aske Jacoby Band, Verdensorkesteret, Radioens Big Band, Orbit Big Band og Københavns Politiorkester.

## Galleri
Fotos: Hreinn Gudlaugsson

## Priser og awards
- DJBFAs komponistpris i 1987
- JASA-prisen i 1988
- Ballads and Cocktails, Bob Rockwell/Jan Kaspsersen, blev valgt til årets danske jazzudgivelse i 1992
- Statens Kunstfonds treårige arbejdslegat i 1993
- Heavy Smoke, Jan Kaspersen Quintet, modtog en dansk grammy for årets bedste jazzudgivelse 1994
- Statens Kunstfonds livsvarige kunstnerydelse fra 1998
- Ben Webster Prisen i 2012

## Musikere der har arbejdet med Kaspersen og hans musik
Anders Bergcrantz, Jerry Bergonzi, Bob Rockwell, Finn Ziegler, Simon Spang-Hanssen, Fredrik Lundin, Tomas Frank, Niels Lyhne Løkkegaard, Christina Dahl, Jan zumVorde, Elith "Nulle" Nykjær, Jens Søndergård, Jakob Dinesen, Kasper Tranberg, Christina von Bulow, Claus Waidtløv, Bent Jædig, Jesper Thilo, Henrik Sveidahl, Jens Hack, John Tchicai, Jesper Zeuthen, Mads Hyhne, Erling Kroner, Kjeld Ipsen, Peter Dahlgren, Lis Wessberg, Bjarne Roupé, Aske Jacoby, Peter Danstrup, Jonas Westergaard, Lennart Ginman, Anthony Cox, Jesper Lundgaard, Jens Jefsen, Klavs Hovman, Marc Davis, Nils Bo Davidsen, Billy Peterson, Jimmy Roger Pedersen, Ole Skipper Moesgaard, Hugo Rasmussen, Nicolai Munch-Hansen, Ole Rømer, Frands Rifbjerg, Karsten Bagge, Ole Streenberg, Jonas Johansen, Ole Theill, John Betsch, Leif Johansson, Martin Andersen, Kresten Osgood, Klavs Nordsø, Flemming Quist Møller, Pierre Dørge, Kristian Jørgensen og T.S. Høeg

## Bands
- Blue Sun, 1969-1972
- Alif, 1976-1978
- Nada, 1978-1980
- Sølvstjernerne